# سن لئوچو دل سانیو
سن لئوچو دل سانیو (به ایتالیایی: San Leucio del Sannio) یک کومونه در ایتالیا است که در استان بنونتو واقع شده‌است. سن لئوچو دل سانیو ۱۰٫۰ کیلومتر مربع مساحت و ۳٬۲۶۹ نفر جمعیت دارد و ۳۴۴ متر بالاتر از سطح دریا واقع شده‌است.